# Charles Wycliffe Goodwin
Pour les articles homonymes, voir Goodwin.
Charles Wycliffe Goodwin (2 avril 1817 - 17 janvier 1878) est un égyptologue britannique, un bibliste, un avocat et un juge. Son dernier poste judiciaire est celui de juge en chef par intérim de la Cour suprême britannique pour la Chine et le Japon.

## Jeunesse
Goodwin est né le 2 avril 1817 à King's Lynn, Norfolk. Il étudie au St Catharine's College de Cambridge et obtient, en 1838, diplôme en classiques et le senior optime en mathématiques. Il devient Fellow du Collège. Il est admis au barreau du Lincoln's Inn en 1843. Il perd sa bourse de St Catharine en 1847.

## Carrière académique
La première publication sur papyrus est attribuée à Goodwin, qui publie pour la Cambridge Antiquarian Society, l'un des Papyri Graecae Magicae V, traduit en anglais avec commentaire en 1853. En 1860, il écrit l'un des articles de Essays and Reviews, auquel il est le seul contributeur laïc, écrivant aux côtés de grands théologiens tels que Rowland Williams et Henry Bristow Wilson.
Dans un discours intitulé « The Growth and Nature of Egyptology: an inaugural lecture » de Stephen Ranulph Kingdon Glanville, Glanville déclare à propos de Goodwin :

« Au moment où Goodwin quitta Cambridge, il était un érudit grec de premier ordre, un hébraïste accompli et une autorité en matière anglo-saxonne avec à son actif de précieuses éditions de nouveaux textes. Il possédait également une connaissance considérable de l'histoire naturelle, notamment de la géologie. À Londres, où sa pratique n'était pas étendue, il écrivit des critiques musicales et artistiques ; fut pendant un temps rédacteur en chef de The Literary Gazette ; était le seul profane parmi les sept contributeurs au très médiatisé Essays and Reviews (1860) ; et, en raison de ses connaissances en grec et en hébreu, il est fréquemment consulté par les réviseurs du Nouveau Testament. Mais tout au long de sa vie, son principal intérêt, commencé dès l'école, est l'élucidation des textes égyptiens anciens et coptes, plus particulièrement les textes égyptiens écrits en écriture cursive appelée hiératique. »

À Londres, il passe une grande partie de son temps au British Museum, copiant des papyrus. Il est en contact étroit avec Samuel Birch, alors gardien du département oriental et échangeait constamment des informations par correspondance avec d'autres égyptologues éminents de son époque.

## Juge en Chine et au Japon
Goodwin est nommé juge adjoint de la Cour suprême britannique pour la Chine et le Japon en 1865 lors de la fondation du tribunal. Edmund Hornby est nommé juge en chef. La Cour suprême britannique pour la Chine et le Japon exerce sa juridiction sur les sujets britanniques en Chine et au Japon conformément aux droits extraterritoriaux accordés en vertu des traités avec la Chine et le Japon. La Cour est également une cour d'appel des tribunaux consulaires britanniques en Chine et au Japon.
Goodwin est juge adjoint d'Edmund Hornby. Goodwin est basé à Shanghai jusqu'en 1874. Cette année-là, il s'installe à Yokohama où il réside jusqu'au début de 1877, date à laquelle il retourne à Shanghai. Goodwin devient juge en chef par intérim en 1876 après la retraite d'Edmund Hornby.

## Mort
Goodwin meurt à Shanghai le 17 janvier 1878. Il est enterré au cimetière de Shanghai ensuite rebaptisé cimetière Pahsienjao (八仙桥公墓). C'est maintenant le parc Huaihai (淮海公園).
Un buste de Goodwin est placé dans le cadre du mémorial d'Auguste-Edouard Mariette au musée du Caire.

## Travaux
- Éd. et tr. The Anglo-Saxon Version of the Life of St. Guthlac, Hermit of Crowland. Londres, 1848. Édition de l'adaptation en vieil anglais de la Vie latine de St Guthlac de Félix. Téléchargements PDF disponibles sur Google Books et Internet Archive
- Éd. et tr. Anglo-Saxon Legends of St Andrew and St Veronica. Société des Antiquaires de Cambridge. Cambridge, 1851. Éditions des vies en prose en vieil anglais de saint André (Blickling Homélie 19) et de sainte Véronique (Vindicta Salvatoris). Disponible sur Google Books ici (scan Harvard) et ici (scan Oxford).
- Traduction d'un conte fabuleux à partir d'un papyrus égyptien de la British Library
- Sur quatre chansons contenues dans un papyrus égyptien de la British Library
- Sur quelques légendes japonaises